# Noor Taher
Noor Taher (arabisch نور طاهر, DMG Nūr Ṭāhir; * 2. November 1999 in Amman) ist eine jordanische Schauspielerin. Bekanntheit erlangte sie durch ihre Rolle als Layan Murad in der Netflix-Serie AlRawabi School for Girls.

## Karriere
Taher begann mit der Schauspielerei im Alter von neun Jahren, als sie eine kleine Rolle in dem Film The Stoning of Soraya M. hatte. Anschließend konzentrierte Taher sich zunächst auf ihre Schullaufbahn, bevor sie 2019 eine Rolle in dem Film Infidel annahm. Im Jahr 2021 erlangte sie internationale Bekanntheit durch ihre Rolle als Layan Murad in der Netflix-Serie AlRawabi School for Girls, die in 190 Ländern verfügbar ist.
In ihrer Freizeit tanzt Taher Ballett.

## Filmografie
- 2008: The Stoning of Soraya M.
- 2008: The Shooting of Thomas Hurndall
- 2019: Infidel
- seit 2021: AlRawabi School for Girls (Fernsehserie)